# Караваєв Олександр Олександрович
Олекса́ндр Олекса́ндрович Карава́єв (нар. 2 червня 1992, Херсон, Україна) — український футболіст, правий захисник київського «Динамо» та збірної України.

## Клубна кар'єра

### «Шахтар»

#### Молодіжна команда
Починав займатися футболом у рідному Херсоні, проте вже у 13-річному віці був запрошений до «Шахтаря».
Деякий час після завершення школи виступав у складі «Шахтаря-3» у Другій лізі, а після переїзду багатьох ключових гравців молодіжної команди «гірників» у Маріуполь на початку 2011 року Караваєв став регулярно грати в першості молодіжних складів. Своєю грою Караваєв звернув до себе увагу тренерів молодіжної збірної України, а також представників інших клубів.

#### Оренда в «Севастополь»
На початку 2012 року перебрався на правах оренди до «Севастополя», де відразу став важливим гравцем стартового складу й допоміг команді в сезоні 2012/13 виграти Першу лігу та вийти до еліти. У Прем'єр-лізі дебютував 21 липня 2013 року в матчі проти рідного «Шахтаря» (1:3), вийшовши на заміну на 68-й хвилині замість Дениса Кожанова. Усього за сезон провів 24 матчі в еліті за «синьо-білих» і забив 2 голи, проте незабаром після анексії Криму влітку 2014 року клуб припинив існування.

#### Оренда в «Зорю»
У червні 2014 року на правах оренди Караваєв став виступати за луганську «Зорю». Виступаючи на позиції правого атакувального півзахисника, здатного як зіграти на атаку, так і опуститися на правий фланг оборони, у свій перший прихід у «Зорю» (сезони 2014/15 і 2015/16) Караваєв був беззаперечним гравцем основи команди Юрія Вернидуба, зігравши 66 матчів і забивши 16 голів у чемпіонаті.

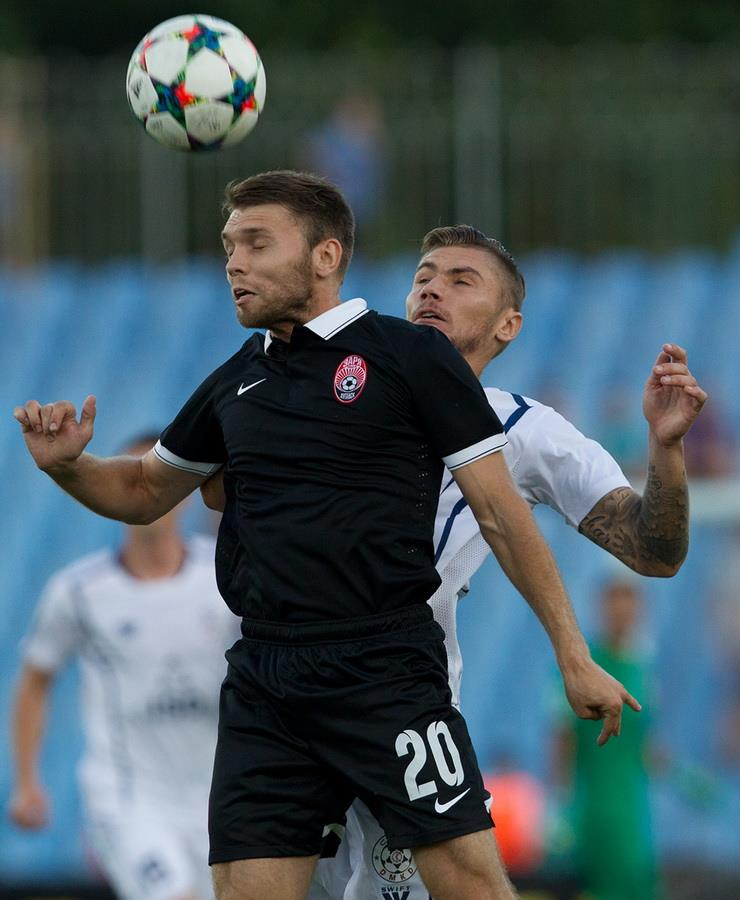
Олександр Караваєв під час виступів за «Зорю». 2015 рік.

#### Оренда у «Фенербахче»
31 грудня 2016 року стало відомо, що Олександр гратиме за турецький клуб «Фенербахче». Дебютував у товариському матчі з «Денізліспором», у якому «жовті канарки» перемогли з рахунком 5:1, відзначився голом і гольовою передачею. Утім після закінчення сезону 2016/17 Олександр повернувся до України, відігравши за «Фенербахче» всього три поєдинки у Суперлізі, ще тричі зіграв у Кубку Туреччини і забив 1 гол. За підсумками сезону 2016/17 «Фенербахче» став бронзовим призером чемпіонату..

### «Зоря»
Напередодні старту сезону 2017/18 «Зорі» і «Шахтарю» вдалося домовитися про повноцінний трансфер Караваєва. У підсумку, за «гірників» він так жодного разу і не зіграв. У «Зорі» Караваєв став капітаном команди в команді Вернидуба, але його результативність зменшилася вдвічі. Пов'язано це, в першу чергу, з тим, що Олександр став грати значно ближче до свого штрафного майданчика, частіше виступаючи на позиції правого захисника, тому за наступні два сезони у складі луганчан забив 9 голів у 57 іграх Прем'єр-ліги.

### «Динамо» (Київ)
27 червня 2019 року перейшов до київського Динамо. За киян дебютував 28 липня 2019 року у матчі Суперкубка України проти свого рідного «Шахтаря». Караваєв вийшов у стартовому складі, на 68-й хвилині був замінений на Карлоса де Пену, а «динамівці» виграли матч 2:1, принісши таким чином Караваєву перший трофей у його кар'єрі.
21 березня 2021 року забив свій дебютний гол за «Динамо» у домашньому матчі проти львівського «Руху» (3:0), спершу вразивши ворота на 59-й хвилині поєдинку, а потім зігравши на добиванні на 90-й хвилині, встановивши остаточний рахунок. Цей дубль став першим для Караваєва у всіх офіційних турнірах за «Динамо» (до цього він провів у складі клубу 65 матчів у всіх турнірах і раніше голів не забивав).
27 липня 2022 року в матчі проти своєї колишньої команди «Фенербахче» в рамках другого кваліфікаційного раунду Ліги чемпіонів на 114-й хвилині матчу забив третій гол своєї команди, завдяки цьому голу він вивів киян у наступний етап Ліги чемпіонів.
7 грудня 2023 року в матчі проти «Металіста 1925» (4:2) Караваєв зіграв свій 100-й матч за «Динамо» у Прем'єр-лізі.

## Виступи за збірну
Залучався до юнацьких (U-16 і U-17) та юніорських (U-18 і U-19) збірних України, за які в цілому провів 48 матчів і забив 6 м'ячів.
У 2011—2013 роках був гравцем молодіжної збірної України. Дебютував за «молодіжку» у виїзному матчі зі збірною Мальти (2:2), де провів на полі лише декілька хвилин. А у грі проти однолітків із Литви Караваєв зіграв усі 90 хвилин і був одним із найкращих у складі команди Олександра Яковенка. Усього за молодіжну збірну України провів 26 матчів і забив 1 гол.
9 жовтня 2015 року дебютував за збірну України в матчі кваліфікаційного раунду до ЧЄ-2016 проти Македонії, вийшовши на заміну на 86-й хвилині замість Андрія Ярмоленка. Був у заявці збірної на Євро-2016, але на поле не виходив. 20 листопада 2018 року в матчі проти Туреччини отримав капітанську пов'язку, яку йому у 2-му таймі передав Євген Коноплянка.
1 червня 2021 року був включений в офіційну заявку збірної України головним тренером Андрієм Шевченком для участі в матчах чемпіонату Європи 2020 року.

## Особисте життя
У 2014 році одружився з дівчиною Людмилою, з якою Олександр познайомився виступаючи за футбольний клуб  «Севастополь», у пари є спільна донька Аріана.
У 2020 році одружився вдруге, 15 лютого 2021 року у пари народився син Кирило.

## Статистика

### Клубна статистика
Станом на 24 травня 2025 року
| Сезон                   | Команда                 | Чемпіонат               | Чемпіонат | Чемпіонат | Національний кубок | Національний кубок | Національний кубок | Континентальні кубки | Континентальні кубки | Континентальні кубки | Інші змагання | Інші змагання | Інші змагання | Усього | Усього |
| Сезон                   | Команда                 | Ліга                    | Ігор      | Голів     | Ліга               | Ігор               | Голів              | Ліга                 | Ігор                 | Голів                | Ліга          | Ігор          | Голів         | Ігор   | Голів  |
| ----------------------- | ----------------------- | ----------------------- | --------- | --------- | ------------------ | ------------------ | ------------------ | -------------------- | -------------------- | -------------------- | ------------- | ------------- | ------------- | ------ | ------ |
| 2008–09                 | «Шахтар-3»              | ДрЛ                     | 1         | 0         | -                  | -                  | -                  | -                    | -                    | -                    | -             | -             | -             | 1      | 0      |
| 2009–10                 | «Шахтар-3»              | ДрЛ                     | 13        | 5         | -                  | -                  | -                  | -                    | -                    | -                    | -             | -             | -             | 13     | 5      |
| 2010–11                 | «Шахтар-3»              | ДрЛ                     | 10        | 4         | -                  | -                  | -                  | -                    | -                    | -                    | -             | -             | -             | 10     | 4      |
| Усього за «Шахтар-3»    | Усього за «Шахтар-3»    | Усього за «Шахтар-3»    | 24        | 9         |                    | -                  | -                  |                      | -                    | -                    |               | -             | -             | 24     | 9      |
| 2011–12                 | «Севастополь»           | ПрЛ                     | 10        | 1         | -                  | -                  | -                  | -                    | -                    | -                    | -             | -             | -             | 10     | 1      |
| 2012–13                 | «Севастополь»           | ПрЛ                     | 26        | 5         | КУ                 | 5                  | 1                  | -                    | -                    | -                    | -             | -             | -             | 31     | 6      |
| 2013–14                 | «Севастополь»           | ПЛ                      | 24        | 2         | КУ                 | 1                  | 0                  | -                    | -                    | -                    | -             | -             | -             | 25     | 2      |
| Усього за «Севастополь» | Усього за «Севастополь» | Усього за «Севастополь» | 60        | 8         |                    | 6                  | 1                  |                      | -                    | -                    |               | -             | -             | 66     | 9      |
| 2014–15                 | «Зоря»                  | ПЛ                      | 24        | 2         | КУ                 | 4                  | 0                  | ЛЄ                   | 6                    | 0                    | -             | -             | -             | 34     | 2      |
| 2015–16                 | «Зоря»                  | ПЛ                      | 25        | 8         | КУ                 | 8                  | 4                  | ЛЄ                   | 4                    | 0                    | -             | -             | -             | 37     | 12     |
| 2016–17                 | «Зоря»                  | ПЛ                      | 17        | 6         | КУ                 | 1                  | 0                  | ЛЄ                   | 6                    | 0                    | -             | -             | -             | 37     | 5      |
| Усього за «Зорю»        | Усього за «Зорю»        | Усього за «Зорю»        | 66        | 16        |                    | 13                 | 4                  |                      | 16                   | 0                    |               | -             | -             | 95     | 20     |
| 2016–17                 | «Фенербахче»            | CЛ                      | 3         | 0         | КТ                 | 3                  | 1                  | -                    | -                    | -                    | -             | -             | -             | 6      | 1      |
| 2017–18                 | «Зоря»                  | ПЛ                      | 26        | 1         | КУ                 | 1                  | 0                  | ЛЄ                   | 6                    | 0                    | -             | -             | -             | 33     | 1      |
| 2018–19                 | «Зоря»                  | ПЛ                      | 31        | 8         | КУ                 | 3                  | 0                  | ЛЄ                   | 4                    | 2                    | -             | -             | -             | 38     | 10     |
| Усього за «Зорю»        | Усього за «Зорю»        | Усього за «Зорю»        | 57        | 9         |                    | 4                  | 0                  |                      | 10                   | 2                    |               | -             | -             | 71     | 11     |
| 2019–20                 | «Динамо»                | ПЛ                      | 28        | 0         | КУ                 | 3                  | 0                  | ЛЧ/ЛЄ                | 1+4                  | 0                    | СК            | 1             | 0             | 37     | 0      |
| 2020–21                 | «Динамо»                | ПЛ                      | 23        | 2         | КУ                 | 3                  | 0                  | ЛЧ/ЛЄ                | 7+3                  | 0                    | СК            | 1             | 0             | 37     | 2      |
| 2021–22                 | «Динамо»                | ПЛ                      | 18        | 0         | КУ                 | 1                  | 0                  | ЛЧ/ЛЄ                | 6                    | 0                    | СК            | 1             | 0             | 26     | 0      |
| 2022–23                 | «Динамо»                | ПЛ                      | 20        | 0         | -                  | -                  | -                  | ЛЧ/ЛЄ                | 6+4                  | 2+0                  | -             | -             | -             | 30     | 2      |
| 2023–24                 | «Динамо»                | ПЛ                      | 21        | 2         | КУ                 | 1                  | 0                  | ЛК                   | 3                    | 1                    | —             | —             | —             | 25     | 3      |
| 2024–25                 | «Динамо»                | ПЛ                      | 17        | 3         | КУ                 | 3                  | 0                  | ЛЧ+ЛЄ                | 5+4                  | 2+0                  | —             | —             | —             | 29     | 5      |
| Усього за «Динамо»      | Усього за «Динамо»      | Усього за «Динамо»      | 127       | 7         |                    | 11                 | 0                  |                      | 43                   | 5                    |               | 3             | 0             | 184    | 12     |
| Усього за кар'єру       | Усього за кар'єру       | Усього за кар'єру       | 337       | 49        |                    | 37                 | 6                  |                      | 69                   | 7                    |               | 3             | 0             | 446    | 62     |

### Матчі за збірну
Станом на 17 жовтня 2023
| Дата       | Місто            | Господарі            | Результат | Гості              | Турнір                               | Голи | Примітки |
| ---------- | ---------------- | -------------------- | --------- | ------------------ | ------------------------------------ | ---- | -------- |
| 09.10.2015 | Скоп'є           | Північна Македонія   | 0 – 2     | Україна            | Відбір до ЧЄ 2016                    | -    | 86'      |
| 14.11.2015 | Львів            | Україна              | 2 – 0     | Словенія           | Відбір до ЧЄ 2016                    | -    | 90+1'    |
| 29.05.2016 | Турин            | Румунія              | 3 – 4     | Україна            | товариський матч                     | -    | 71'      |
| 09.10.2016 | Краків           | Україна              | 3 – 0     | Косово             | Відбір до ЧС 2018                    | -    | 79'      |
| 15.11.2016 | Харків           | Україна              | 2 – 0     | Сербія             | товариський матч                     | -    | 46'      |
| 06.10.2017 | Шкодер           | Косово               | 0 – 2     | Україна            | Відбір до ЧС 2018                    | -    |          |
| 09.10.2017 | Київ             | Україна              | 0 – 2     | Хорватія           | Відбір до ЧС 2018                    | -    |          |
| 10.11.2017 | Львів            | Україна              | 2 – 1     | Словаччина         | товариський матч                     | -    | 63'      |
| 23.03.2018 | Марбелья         | Саудівська Аравія    | 1 – 1     | Україна            | товариський матч                     | -    |          |
| 27.03.2018 | Льєж             | Японія               | 1 – 2     | Україна            | товариський матч                     | 1    | 62'      |
| 31.05.2018 | Лансі            | Марокко              | 0 – 0     | Україна            | товариський матч                     | -    |          |
| 03.06.2018 | Евіан-ле-Бен     | Албанія              | 1 – 4     | Україна            | товариський матч                     | -    | 82'      |
| 06.09.2018 | Угерске Градіште | Чехія                | 1 – 2     | Україна            | Ліга націй УЄФА                      | -    |          |
| 09.09.2018 | Львів            | Україна              | 1 – 0     | Словаччина         | Ліга націй УЄФА                      | -    |          |
| 10.10.2018 | Генуя            | Італія               | 1 – 1     | Україна            | товариський матч                     | -    |          |
| 16.10.2018 | Харків           | Україна              | 1 – 0     | Чехія              | Ліга націй УЄФА                      | -    |          |
| 16.11.2018 | Трнава           | Словаччина           | 4 – 1     | Україна            | Ліга націй УЄФА                      | -    |          |
| 20.11.2018 | Анталія          | Туреччина            | 0 – 0     | Україна            | товариський матч                     | -    |          |
| 22.03.2019 | Лісабон          | Португалія           | 0 – 0     | Україна            | Відбір до ЧЄ 2020                    | -    |          |
| 25.03.2019 | Люксембург       | Люксембург           | 1 – 2     | Україна            | Відбір до ЧЄ 2020                    | -    | 79'      |
| 07.06.2019 | Львів            | Україна              | 5 – 0     | Сербія             | Відбір до ЧЄ 2020                    | -    |          |
| 10.06.2019 | Львів            | Україна              | 1 – 0     | Люксембург         | Відбір до ЧЄ 2020                    | -    |          |
| 10.09.2019 | Дніпро           | Україна              | 2 – 2     | Нігерія            | товариський матч                     | -    |          |
| 14.10.2019 | Київ             | Україна              | 2 – 1     | Португалія         | Відбір до ЧЄ 2020                    | -    |          |
| 17.11.2019 | Белград          | Сербія               | 2 – 2     | Україна            | Відбір до ЧЄ 2020                    | -    |          |
| 10.10.2020 | Київ             | Україна              | 1 – 2     | Німеччина          | Ліга націй УЄФА 2020—2021 - 1-й етап | -    |          |
| 13.10.2020 | Київ             | Україна              | 1 – 0     | Іспанія            | Ліга націй УЄФА 2020—2021 - 1-й етап | -    |          |
| 24.03.2021 | Париж            | Франція              | 1 – 1     | Україна            | Відбір до ЧС 2022                    | -    |          |
| 28.03.2021 | Київ             | Україна              | 1 – 1     | Фінляндія          | Відбір до ЧС 2022                    | -    |          |
| 31.03.2021 | Київ             | Україна              | 1 – 1     | Казахстан          | Відбір до ЧС 2022                    | -    | 87'      |
| 23.05.2021 | Харків           | Україна              | 1 – 1     | Бахрейн            | товариський матч                     | -    | 78'      |
| 03.06.2021 | Дніпро           | Україна              | 1 – 0     | Північна Ірландія  | товариський матч                     | -    |          |
| 07.06.2021 | Харків           | Україна              | 4 – 0     | Кіпр               | товариський матч                     | -    | 61'      |
| 13.06.2021 | Амстердам        | Нідерланди           | 3 – 2     | Україна            | ЧЄ 2020 - груповий етап              | -    |          |
| 17.06.2021 | Бухарест         | Україна              | 2 – 1     | Північна Македонія | ЧЄ 2020 - груповий етап              | -    |          |
| 21.06.2021 | Бухарест         | Україна              | 0 – 1     | Австрія            | ЧЄ 2020 - груповий етап              | -    |          |
| 29.06.2021 | Глазго           | Швеція               | 1 – 2     | Україна            | ЧЄ 2020 - 1/8 фіналу                 | -    |          |
| 03.07.2021 | Рим              | Україна              | 0 – 4     | Англія             | ЧЄ 2020 - 1/4 фіналу                 | -    |          |
| 01.09.2021 | Нур-Султан       | Казахстан            | 2 – 2     | Україна            | Відбір до ЧС 2022                    | -    |          |
| 16.11.2021 | Зениця           | Боснія і Герцеговина | 0 – 2     | Україна            | Відбір до ЧС 2022                    | -    | 82'      |
| 01.06.2022 | Глазго           | Шотландія            | 1 – 3     | Україна            | Відбір до ЧС 2022                    | -    |          |
| 05.06.2022 | Кардіфф          | Уельс                | 1 – 0     | Україна            | Відбір до ЧС 2022                    | -    |          |
| 08.06.2022 | Дублін           | Ірландія             | 0 – 1     | Україна            | Ліга націй УЄФА 2022—2023 - 1-й етап | -    | 72'      |
| 11.06.2022 | Лодзь            | Україна              | 3 – 0     | Вірменія           | Ліга націй УЄФА 2022—2023 - 1-й етап | 1    |          |
| 14.06.2022 | Лодзь            | Україна              | 1 – 1     | Ірландія           | Ліга націй УЄФА 2022—2023 - 1-й етап | -    |          |
| 21.09.2022 | Глазго           | Шотландія            | 3 – 0     | Україна            | Ліга націй УЄФА 2022—2023 - 1-й етап | -    |          |
| 26.03.2023 | Лондон           | Англія               | 2 – 0     | Україна            | Відбір до ЧЄ 2024                    | -    | 61'      |
| 14.10.2023 | Прага            | Україна              | 2 – 0     | Північна Македонія | Відбір до ЧЄ 2024                    | 1    | 87'      |
| 17.10.2023 | Та-Калі          | Мальта               | 1 – 3     | Україна            | Відбір до ЧЄ 2024                    | -    | 76'      |
| Усього     |                  | Матчів               | 49        |                    | Голів                                | 3    |          |

## Досягнення
- Чемпіон України (2): 2020/21, 2024/25
- Володар Кубка України (2): 2019/20, 2020/21
- Володар Суперкубка України (2): 2019, 2020